# Ord (Nebraska)
Ord è un comune degli Stati Uniti d'America, situato in Nebraska, nella contea di Valley.